# Katastrofa lotu Crossair 3597
Wypadek lotu Crossair 3597 – wypadek samolotu pasażerskiego Avro RJ100 linii Crossair, nr rejestracji HB-IXM, obsługującego lot rejsowy CRX 3597, który miał miejsce 24 listopada 2001 w okolicach miasta Bassersdorf w Szwajcarii. W wyniku wypadku śmierć poniosły 24 osoby z 33 przebywających na pokładzie.

## Przebieg lotu
Samolot wystartował z lotniska Berlin Tegel o 20:01 w lot do Zurychu. Około godziny 21:00 samolot zbliżał się do lotniska Zurych-Kloten. Podczas zbliżania kontrola lotów skierowała załogę z pasa 14 na gorzej oprzyrządowany pas 28 (lądowania VOR/DME zamiast ILS). Załoga rozpoczęła procedurę podchodzenia do lądowania zgodnie z wytycznymi. W okolicach lotniska panowała zła widoczność z powodu niskich chmur i opadów deszczu. O godzinie 21:06 samolot zahaczył o czubki drzew i rozbił się na gęsto zalesionym wzgórzu na północ od miasta Bassersdorf, 4 kilometry przed progiem drogi startowej 28 portu lotniczego Zurych-Kloten, a następnie stanął w płomieniach.
W wyniku wypadku z 33 osób na pokładzie śmierć poniosły 24 osoby, w tym piosenkarki: Melanie Thornton oraz Maria Serrano Serrano i Nathaly van het Ende. Ciężko rannych zostało 9 osób.

## Przyczyny wypadku
W wyniku śledztwa wykazano, że kapitan maszyny podczas podejścia w warunkach nieprecyzyjnych nie kontrolował wysokości i odległości (wskazań VOR/DME), umyślnie obniżył wysokość lotu (łamiąc dozwoloną minimalną wysokość zniżania) w celu wyjścia z gęstych chmur i uzyskania wzrokowej widoczności ziemi. Drugi pilot zaś, w tak zaistniałej sytuacji, nie wyraził sprzeciwu. Samolot na niskim pułapie lotu zahaczył o drzewa i rozbił się o ziemię. W trakcie śledztwa odkryto, że kapitan nie miał zdanych egzaminów z nawigacji i obsługi niektórych instrumentów pokładowych. Błąd zarzucono również kontrolerowi lotów, który za późno zareagował na zbyt niski poziom lotu maszyny.

## Pasażerowie i załoga

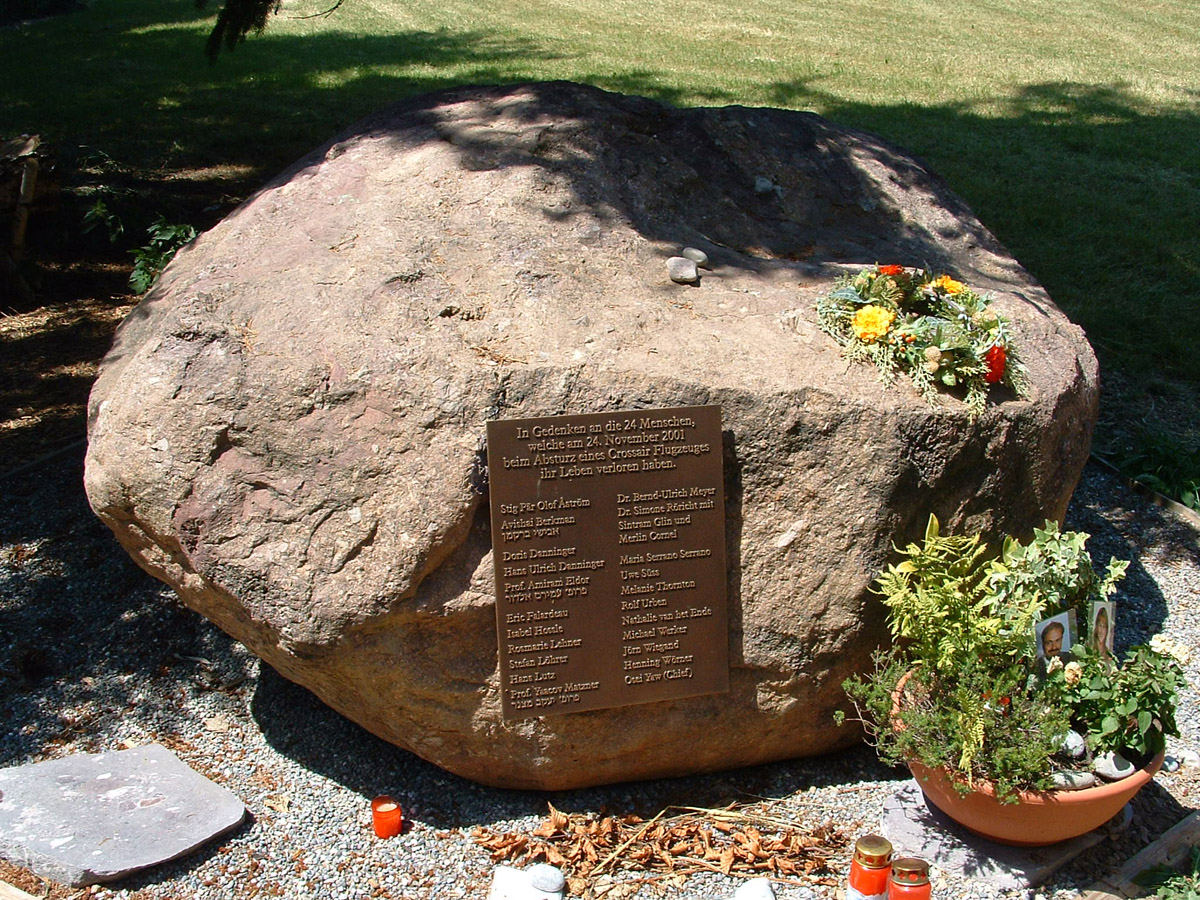
Pomnik na miejscu wypadku upamiętniający ofiary

Kapitanem samolotu był Hans Lutz, a drugim pilotem był Stefan Löhrer. Wśród pasażerów na pokładzie znajdowały się: piosenkarka Melanie Thornton oraz członkinie żeńskiego tria Passion Fruit – Maria Serrano Serrano, Nathaly van het Ende i Debby St. Maarten.
| Państwo    | Liczba osób na pokładzie ogółem | Ofiary śmiertelne | Ocaleni |
| ---------- | ------------------------------- | ----------------- | ------- |
| Niemcy     | 13                              | 11                | 2       |
| Szwajcaria | 10                              | 5                 | 5       |
| Izrael     | 3                               | 3                 | -       |
| Holandia   | 2                               | 1                 | 1       |
| Austria    | 1                               | -                 | 1       |
| Ghana      | 1                               | 1                 | -       |
| Hiszpania  | 1                               | 1                 | -       |
| Kanada     | 1                               | 1                 | -       |
| Szwecja    | 1                               | 1                 | -       |
| Razem:     | 33                              | 24                | 9       |